# 胸部大動脈瘤
胸部大動脈瘤（きょうぶだいどうみゃくりゅう、英: thoracic aortic aneurysm、略称: TAA）とは、主として胸部大動脈に存在する大動脈瘤のことであり、胸郭内の大動脈壁が全周性または局所性に突出した状態を指す。
胸部大動脈瘤は腹部大動脈瘤と比較して頻度は高くないが、未治療ないし未発見のまま放置されると、瘤壁の解離や瘤の破裂のために致命的になる恐れがある。

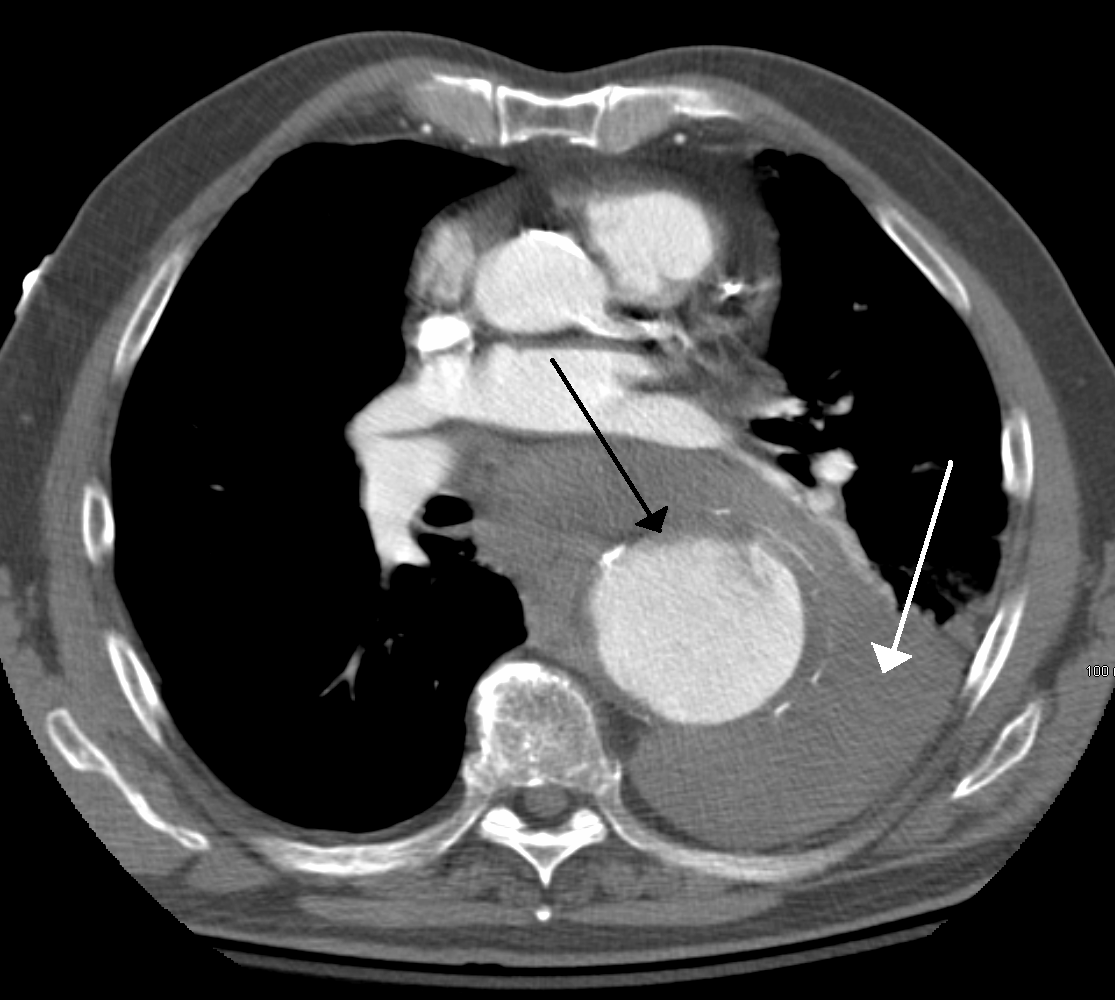
径7 cmの巨大な胸部大動脈瘤（黒矢印）が破裂している造影CT画像。縦隔内に漏出した血液を認める（白矢印）。

## 定義
大動脈の正常径は一般的に胸部で30mm程度である。瘤状に突出、または嚢状に拡大して瘤を形成する場合、または直径が正常径の1.5倍、即ち胸部では45mmを超えて拡大した場合に「瘤（aneurysm）」と称するが、それ以下の場合は「瘤状拡張（aneurysmal dilitation）」と称することがある。
部位については、上行・弓部・下行大動脈瘤にそれぞれ分類される。上行瘤は大動脈弁輪から腕頭動脈を分岐するまで、弓部瘤は腕頭動脈起始部から第3から第4胸椎の高さ（肺動脈の左右分岐の部位）まで、下行瘤は第3から第4胸椎の高さから下方の部分をいう。

## 原因
胸部大動脈瘤の原因は複数のものが考えられているが、40歳未満の若年層の場合はマルファン症候群やエーラス・ダンロス症候群、または先天性大動脈二尖弁などのような結合織異常を来す疾患に起因する大動脈壁の脆弱化により、特に上行大動脈に大動脈瘤を発症することが多い。大動脈解離に続いて胸腹部大動脈瘤を発症することもあり、鈍的外傷によって発症することもある。
下行大動脈瘤の主たる原因は動脈硬化であるが、弓部大動脈瘤の原因は解離、動脈硬化、その他炎症性などがある。

### 年齢
統計的には、剖検例からの推定によると非解離性大動脈瘤の発症のピークは男性70代、女性80代である。高齢に偏っているのは動脈硬化との関連と思われる。

### 危険因子
高血圧と喫煙が最も重要な危険因子であるが、研究により遺伝的要因の重要性が徐々に認識されてきている。患者の概ね10%は大動脈瘤の家族歴を持つとされる。また同一患者で体の別の場所に動脈瘤を発症した既往のある者は、胸部大動脈瘤を発症する確率が高い。

## スクリーニング
2010年3月にAHA（アメリカ心臓協会）、ACC（アメリカ心臓病学会）を含む複数の学会がガイドラインを策定した。その勧告によると、
- 胸部大動脈瘤の患者の一親等の親族は、無症候性の大動脈瘤の有無を大動脈造影で検査することが望ましい。
- 胸部大動脈解離を示唆する症状を呈する者に対してはスクリーニング検査を行うべきである。
- マルファン症候群と診断された者は直ちに心臓超音波検査を受けて大動脈径を計測し、更に半年後に大動脈の拡大の有無をチェックすることが望ましい。

日本において2011年に改訂された「大動脈瘤・大動脈解離診療ガイドライン」でも、
自覚症状として嗄声（させい）、飲み込みにくいといった症状、漠然とした背部痛等がみられる場合は胸部CTをまず施行する
とし、まずCTで大動脈のサイズを測定することを推奨している。

## 治療

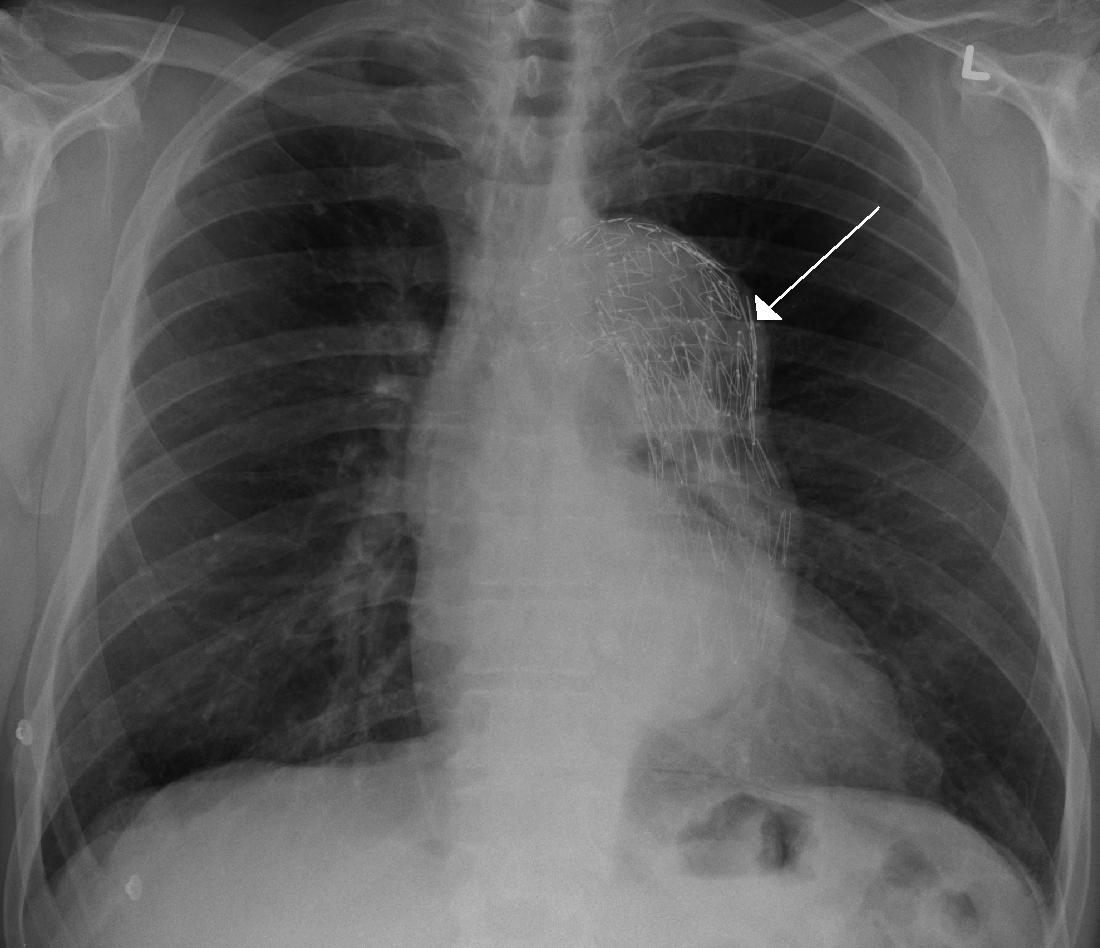
大動脈瘤の治療のために胸部大動脈の中に留置されたステント

大動脈径の閾値は治療方針を決定する観点から重要である。「大動脈瘤・大動脈解離診療ガイドライン」では、
- 初回検査で大動脈径が45mm未満であれば半年後にCTを再検、半年間で拡大がなければ次からは1年に1回の頻度で径のチェックを行う
- 初回検査で55mm以上であった場合は手術リスクを考慮しながら手術適応を検討する
- マルファン症候群のような遺伝的大動脈疾患や先天性二尖弁，大動脈縮窄症の例では45mmを超えた場合は侵襲的治療について検討する
- 半年で5mm以上径が増大する場合は拡大スピードが速いと判断し、破裂の危険性が高いため、全体の径よりも優先し手術治療の方針とする
- 嚢状の大動脈瘤では、径が大きくなくても破裂の危険性が高いので、形態にも留意する必要がある

との指針を示している。
治療方針としてはステントグラフトを用いた血管内治療、もしくは手術治療（大動脈人工血管置換術、または大動脈基部置換術）がある。手術治療の適応になるか否かは瘤のサイズによる。上行大動脈瘤は下行大動脈瘤よりも、径が小さい場合でも手術が必要になることが多い。

## 大動脈瘤破裂・切迫破裂
大動脈瘤が破裂すれば，大部分は病院にたどり着く前に死亡する。一旦破裂が起こった場合の死亡率は50～80%に及び、マルファン症候群の患者の死因の大半も大動脈疾患が占めている。救急室へ収容できたとしても診断がついてから緊急手術まで分単位の時間が生死を分けるといってよい。いまだに大動脈瘤の切迫破裂は急性期死亡率の非常に高い重篤な病態である。
胸部大動脈瘤で激しい胸痛やショックを来たした場合で、胸部X線写真による縦隔拡大、血胸等を認めたときは破裂もしくは切迫破裂を強く疑う。心嚢（心膜腔）への破裂もしくは切迫破裂では血性滲出液の貯留により心タンポナーデを来たし、血行動態は非常に不安定になる。その場合CT検査室に運ぶこともリスクは高いが、緊急手術の可能性を考慮するならばCTの情報が必須となる。

## 疫学
本項では日本国内での疫学データについて述べる。
日本病理学会の報告である日本病理剖検輯報による剖検数の報告によると、非解離性大動脈瘤は約2.7％である。1998～2002年の期間よりも2003～2008年の期間の絶対数が減っているが割合に変化はなく、これは総剖検数も著明に減少しているためであり実際の発症件数の推移を反映しているものではない。
一方日本胸部外科学会の年次報告によると、大動脈解離、非解離性大動脈瘤ともに増加傾向が認められる。

## 基礎研究
大動脈瘤破裂のリスクを予測する指標としては、前述のように主として瘤径をもとに、加えて瘤の形態、マルファン症候群などの基礎疾患などから総合的に判断されている。瘤径を用いるのは、瘤の破裂や大動脈解離など大動脈壁の破綻が、壁に働く応力によって生じると考えられるからである。
即ち、動脈の周方向応力をσθ、p を内圧、R を半径、H を壁厚とすると、ラプラスの法則（Young–Laplace equation）に基づき、
{\displaystyle \sigma _{\theta }=pR/H}
との関係式があり、瘤の半径が瘤壁に働く応力、ひいては破裂のリスクに相関すると考えられるためである。
しかし複雑な瘤の形状に対して瘤径のみでリスクを評価する手法には精度に限界があり、非手術とされていた瘤でも破裂した症例が報告されている。そのため、臨床の現場で使用可能なより信頼性のある破裂予測の手法の開発が望まれている。研究の一端を下記に挙げる。

### 有限要素応力解析
大動脈壁を線形弾性体と仮定し，心臓から受ける牽引力と血圧の影響を再現した3次元有限要素応力解析が試みられている。また、大動脈のモデルとして血管壁の種々の構成式を採用し、胸部大動脈のCT画像から作成した形状モデルを用いて，牽引力・血圧を再現した非線形有限要素解析も行われている。
しかしこれらの手法は、生体内の物性パラメータを直接測定出来ないために、生体外で行われた実験値を修正して用いざるを得ない点、またCT画像等から無負荷状態の大動脈形状を取得することが不可能であるため、負荷状態の形状を修正して解析に用いるか、またはある種の残留応力を仮定せざるを得ない点などにおいて、課題を抱えている。

### 軸対称形状モデル
腹部大動脈瘤の場合は、血管壁の曲げ剛性が無視できると仮定して、軸対称形状モデルを作成し内圧と曲面形状のみから最大応力値を算出する手法や、更に準軸対称な曲面に拡張する試みなどがある。
しかし、胸部大動脈の場合は軸対称モデルからは大きく外れた形状をしており、また上記モデルは応力場の対称性も仮定しているため、非対称な境界条件を与えることが出来ないという点において、胸部大動脈瘤のリスク解析に用いるには難がある。

### 膜応力解析
複雑な曲面形状であっても力学的平衡関係のみに基づいて応力分布を推定する手法として、膜応力解析が試みられている。動脈の曲げ剛性をゼロとした膜応力場を仮定すると、動脈壁上の任意の曲面片Ω（境界Γ）において膜応力テンソルσと血圧 p 、単位法線ベクトル n について、力のつり合いから平衡方程式
{\displaystyle {\boldsymbol {\nabla }}\cdot {\boldsymbol {\sigma }}+p{\boldsymbol {\mathrm {n} }}={\boldsymbol {0}}}
が成立する。σの一意性を仮定して、疑似変位ベクトル場 d を用いて σ=∇*d とおき（「∇*」は「-∇・」の随伴演算子）、発散定理を適用することにより、
{\displaystyle \int _{\Omega }({\boldsymbol {\nabla }}*\delta {\boldsymbol {\mathrm {d} }}):({\boldsymbol {\nabla }}*{\boldsymbol {\mathrm {d} }})\,d\Omega =\int _{\Gamma }\delta {\boldsymbol {\mathrm {d} }}\cdot {\boldsymbol {\mathrm {f} }}\,d\Gamma +\int _{\Omega }\delta {\boldsymbol {\mathrm {d} }}\cdot p{\boldsymbol {\mathrm {n} }}\,d\Omega }
と表せる。f=σT・mは大動脈基部における牽引力（mは境界で曲面に接する単位ベクトル）である。これを有限要素離散化してdを求め、応力場σを求める。本方式では弾性など物性にかかわる一切の情報が不要である。

### 硬さ降伏パラメータ
S. Sugitaらによると、血圧上昇に伴う大動脈瘤壁スティフネス上昇の指標である硬さ降伏パラメータ τP が破裂圧力と有意に相関した。動脈壁の接線剛性 S と生体内の血圧 Pvivo との関係を
{\displaystyle S=C_{P}\left\{1-\mathrm {exp} (-P_{vivo}/\tau _{P})\right\}}
と表した時、CP は硬さが一定となる漸近値を、τP は硬さが降伏する圧力を表している。τP は大動脈瘤壁の拍動による変形量、血圧、および曲率から導出でき、また壁厚情報は不要である。